# 大潟村
大潟村（日语：／ Ōgata mura */?）是位於日本秋田县東北邊的村，隸屬於南秋田郡。轄區所在地原為日本第二大湖八郎潟，1957年日本政府為增加糧食生產量而在當地進行围垦工程，於1977年3月完工。當地人口集中在東部被稱為「綜合中心地」的住宅區，其周圍則多種植松樹和杨树作為防風林。村内坐落著海拔0公尺的人造山大潟富士。

## 地理
大潟村境內約68.1%的土地為農業用地，僅1.4%的土地作為住宅用地使用。轄區地處男鹿半島的底部，其周圍坐落著作為調整池而留下來的八郎湖，並且以全長51.8公里的堤防作為區隔。大潟村的整體海拔低於海平面，其圍墾面積中約80%為人工劃分而成的農地。由於當地是由半鹹水湖的湖底圍墾而成的土地，因此其土質雖然肥沃但黏性較高，且排水性相當差。而大潟村內也設有東部排水路和西部排水路。
由於大瀉村內沒有自然形成的山岳，因此1990年代當地居民建造名為大潟富士的人造山作為大潟村的象徵。大潟富士的相對高度為3.776公尺，其頂點的海拔剛好為0公尺。

### 氣候
大潟村屬於日本海側氣候。根據統計，1991年至2020年大潟村的年均溫為11.4℃，年均降雨量則為1446.6毫米。春季至秋季，從鄂霍次克海上的冷氣團帶來的涼冷海風吹越西邊的奧羽山脈，並在當地引發焚風。大潟村自12月上旬開始降雪，至隔年3月積雪才開始融化。

## 歷史
大潟村的位置原本是名為八郎潟的潟湖。該湖泊在當時為日本面積第二大的湖泊，也是北緯40度和東經140度的交會點。第二次世界大戰結束後，日本國內因糧食短缺而決定推動八郎潟的圍墾計畫。昭和29年（1954年）和30年（1955年），世界銀行與聯合國糧食及農業組織先後派調查團前來探勘，而調查結果支持當地進行圍墾事業的可行性。
昭和32年（1957年），當地開始進行圍墾事業，並於昭和52年（1977年）3月完工。整項圍墾工程的總耗資達到852億日圓。圍墾期間當地向日本全國徵集村名，最終以「大潟村」作為當地的村名。大潟村於昭和39年（1964年）10月1日正式成立，而當地最初的居民共有14人。
昭和58年（1983年）的日本海中部地震使大潟村周圍約80%的堤防下沉或龜裂，下沉幅度最多達到2公尺。2011年3月11日的日本東北地方太平洋近海地震則在當地引發震度4的地震。

## 行政
現任村長高橋浩人於2024年8月在選舉中第4次成功連任，其任期將持續至2028年9月。

## 經濟
根據日本2015年的國勢調查統計，大潟村的就業人口中有77.1%從事第一級產業，1.5%的就業人口從事第二級產業，其餘的21.4%則從事第三級產業。當地的農業以生產稻米為主，並且也生產大豆、甜瓜、南瓜等農產品。而大潟村的第三級產業以零售業和醫療業等產業為主。
由於大潟村内擁有大潟富士、圍墾博物館、圍墾紀念水位塔等景點，因此吸引許多遊客前來。根據統計，2013年至2017年，大潟村每年約有82萬至115萬名遊客到訪。

## 教育
大潟村内共設有1所小學校和1所中學校，秋田縣立大學的大潟校區也坐落於此。根據2021年的統計，當地共有147名小學生和96名中學生。

## 交通
大潟村内沒有任何國道或鐵路通過，僅透過3條縣道與鄰近的行政區連接，是當地的主要道路。距離大潟村最近的國道和高速公路為轄區西邊的國道101號，以及東邊的國道7號和秋田自動車道。距離當地最近的火車站是位於三種町，屬於JR東日本奧羽本線的鹿渡站；但當地的巴士路線大多往返村內和東南邊的八郎潟站。

## 外部連結
- 大潟村（页面存档备份，存于）